# 大阪府立野崎高等学校
大阪府立野崎高等学校（おおさかふりつのざきこうとうがっこう）は、大阪府大東市にある公立高等学校。

## 概要
高校生急増期という時代背景と、地域での高校増設要求に対応して、1976年に全日制普通科高等学校として現在地に設置された 。大阪産業大学の北隣に位置している。
1992年度よりコース制を導入した。一部の教科で複数教員によるチームティーチングを導入している。
大阪府の高校再編整備計画により、2023年度より大阪府立茨田高等学校を機能統合する形になる 。

## 沿革
- 1976年 - 開校。
- 1992年 - 情報コース開設。
- 1994年 - 体育コース・総合コース開設。

## 出身者
- なるみ - タレント
- 木下ほうか - 俳優
- 石原貴洋 - 映画監督
- はる - 芸人（お笑いコンビ「エルフ」）

## 交通
- JR西日本片町線（学研都市線） 野崎駅 南東へ約1km（徒歩約15分）